# Стенава
Стенава или Сьцинавка (Сцинавка; пол. Ścinawka; чеш. Stěnava) — река в Нижнесилезском воеводстве на юго-западе Польши и Краловеградецком крае на севере Чехии, левый приток Ныса-Клодзки в Центральных Судетах.
Длина реки — 62 км. Площадь водосборного бассейна — 594 км². Средний расход воды в нижнем течении около Гожухува с 1951 по 1990 года — 4,69 м³/с.
Стенава начинается на высоте примерно 720 м над уровнем моря, юго-западнее горы Борова в Валбжихских горах. В верховье до Мерошува течёт преимущественно на юго-запад, потом преобладающим направлением течения становится юго-восток. Впадает в Ныса-Клодзку на высоте около 280 м над уровнем моря ниже города Клодзко.
Питание имеет в основном снеговое и дождевое. Половодье на реке происходит весной.